# Laura van Regenmortel
Laura van Regenmortel (26 juni 1992) is een voormalig professioneel wielrenner en mountainbiker uit Nederland. Naast het wielrennen behaalde ze een Master Business Administration aan de Universiteit van Amsterdam. Toen ze ging werken, kon ze in 2017 door lange reistijden het werk niet meer met het fietsen combineren. Na een verhuizing in 2018 pakte ze het fietsen weer op, belandde ze via de Zwift Academy bij de eerste e-racing profploeg Canyon ZCC, en reed ze vervolgens een jaar bij Biehler Krush Pro Cycling op de weg.

## Prestaties
In 2014 werd ze derde in de strandrace mountainbikewedstrijd Hoek van Holland-Den Helder.
Ze werd ook  3e op het NK Cross Country Eliminator (XCE) op Papendal.
In 2015 won ze het  Nederlands Kampioenschap Streetrace in Goirle.
In 2016 won ze de City Mountainbike Nederland XCE in Apeldoorn en werd ze  2e op het NK XCE in Sittard.
In 2018 won ze  zilver op de NK MTB Marathon en was ze halvefinalist in de Zwift Academy (e-racing).
In 2019 werd ze  Nederlands kampioen mountainbike op de Marathon.

## Ploegen
2010-2011: Merida-Bassa
2015: SBJ biketeam (MTB)
2016: Merida Bassa Biking Team (MTB)
2019: Canyon ZCC, het eerste professionele e-racing team.
2020: Biehler Krush Pro Cycling (weg)